# Copa Intercontinental 1984
La Copa Intercontinental 1984 fue la vigésimo tercera edición del torneo que enfrentaba al campeón de la Copa Libertadores de América con el campeón de la Copa de Campeones de Europa. Se llevó a cabo, por quinta vez consecutiva, en un único encuentro jugado el 9 de diciembre de 1984 en el Estadio Nacional de la ciudad de Tokio, en Japón.
El partido fue disputado por Independiente de Argentina, campeón de la Copa Libertadores 1984, y Liverpool de Inglaterra, que había obtenido la Copa de Campeones de Europa 1983-84. Con una asistencia de 62 000 espectadores, Independiente se adelantó en el marcador al sexto minuto de iniciado el partido, con un tanto de José Percudani. Aunque el club inglés tuvo el mayor porcentaje de posesión de balón, no consiguió anotar y el partido finalizó con triunfo 1 a 0 para el cuadro sudamericano. Significó el segundo título de campeón del mundo para Independiente y la decimosegunda estrella a nivel internacional.

## Equipos participantes
| Conmebol (Sudamérica) |  | Independiente |  | Campeón de la Copa Libertadores de América (1984)   |
| UEFA (Europa)         |  | Liverpool     |  | Campeón de la Copa de Campeones de Europa (1983-84) |

## Sede
| Japón               |          |
| Ciudad              | Estadio  |
| Tokio               | Nacional |
|                     |          |
| 57 363 espectadores |          |

## El partido

### Previa
Independiente clasificó para la Copa Intercontinental como campeón de la Copa Libertadores de América de 1984. La obtención de dicho trofeo se dirimió en un partido final ante el Grêmio de Brasil. Tras el triunfo 0-1 como visitante, empató sin goles en su estadio, ganando en el marcador global por 1-0. Fue la sexta aparición de Independiente en la competición, en la que acumulaba un registro de una victoria (1973) y cuatro derrotas (1964, 1965, 1972, 1974).
Por su parte, Liverpool clasificó como vencedor de la Copa de Campeones de Europa 1983-84 —conocida también por su nombre más corto, Copa de Europa—. Tras avanzar cuatro eliminatorias a doble partido, derrotó a la Roma por 4-2 en la tanda de penaltis tras igualar 1-1 en el tiempo reglamentario y suplementario. Su primera aparición en la competición en 1981 resultó en derrota por 3-0 ante Flamengo. Pese a eso, Liverpool se había clasificado para dos ediciones anteriores, pero finalmente no participó. En 1977, declinó participar y en reemplazo, el subcampeón de la Copa de Europa 1976-77 Borussia Mönchengladbach participó en su lugar. Asimismo, en 1978, tanto Liverpool como Boca Juniors decidieron por acuerdo mutuo la no realización de la competencia.
Antes de disputar la Copa Intercontinental, Liverpool había derrotado por 3-1 a Derby County por la First Division 1984-85 con dos goles de John Wark y uno de Ian Rush; mientras que Independiente, perdió como visitante 1-0 ante Rosario Central por el Campeonato Metropolitano 1984 antes de viajar a Japón.

### Resumen
Antes del partido, el Liverpool perdió al defensor Mark Lawrenson, que sufrió una lesión en el muslo durante el entrenamiento, siendo reemplazado por Gary Gillespie. El partido inició con un juego violento, lo que vio una gran cantidad de faltas. El defensor de Independiente Carlos Enrique trabó a Craig Johnston con firmeza, pero el árbitro no señaló infracción. Luego, el mediocampista del Liverpool Jan Mølby trabó a Enrique, lo que llevó al árbitro a conceder un tiro libre directo. El club inglés controló los primeros compases del partido, pero no logró generar demasiadas ocasiones de gol. Sin embargo, fue Independiente quien abrió el marcador. Claudio Marangoni lanzó un balón largo al área que consiguió desconcertar a la línea defensiva del cuadro red, y fue interceptado por el delantero José Percudani, cuyo disparo bajo logró batir al arquero Bruce Grobbelaar para poner el 1-0.
Tras el gol, el entrenador de Independiente José Pastoriza, ordenó a sus jugadores bajar la intensidad del mediocampo, invitando al Liverpool a atacarlos. Su plan resultó exitoso, ya que el Liverpool fue incapaz de romper su defensa, mientras que sus delanteros Percudani y Alejandro Barberón intentaron realizar rápidos contraataques cada vez que Independiente pudo recuperar el balón. En el segundo tiempo, el partido mantuvo las mismas características. Los mediocampistas Mølby y John Wark intentaron penetrar la defensa, pero Independiente se mantuvo firme en su última línea. Los grandes esfuerzos de Wark tratando de diseñar el gol del empate le tuvo lugar a una fatiga, por lo que debió ser reemplazado por Ronnie Whelan a los 76 minutos.
A pesar de haber jugado mejor en la mayor parte del partido, el Liverpool fue incapaz de superar la defensa de Independiente, por lo que el partido concluyó con triunfo del equipo argentino 1-0. Pese a eso, posteriormente ambos equipos cuestionaron algunas de las decisiones del árbitro. El Liverpool acusó dos penaltis no sancionados, mientras que Independiente alegó un flojo arbitraje del árbitro asistente. Cabe señalar, que anteriormente el árbitro había sido sancionado por dos partidos por la Confederación Brasileña de Fútbol.

### Ficha
| 1          | POR        | Carlos Goyén        |     |
| 4          | DEF        | Néstor Clausen      |     |
| 2          | DEF        | Hugo Villaverde     | 74' |
| 6          | DEF        | Enzo Trossero       |     |
| 3          | DEF        | Carlos Enrique      |     |
| 8          | MED        | Ricardo Giusti      |     |
| 5          | MED        | Claudio Marangoni   |     |
| 7          | MED        | Jorge Burruchaga    |     |
| 10         | MED        | Ricardo Bochini     |     |
| 9          | DEL        | José Percudani      |     |
| 11         | DEL        | Alejandro Barberón  |     |
| Entrenador | Entrenador | José Omar Pastoriza |     |

| 1          | POR        | Bruce Grobbelaar |     |
| 2          | DEF        | Phil Neal        |     |
| 15         | DEF        | Gary Gillespie   |     |
| 3          | DEF        | Alan Kennedy     |     |
| 6          | DEF        | Alan Hansen      |     |
| 5          | MED        | Steve Nicol      |     |
| 10         | MED        | Craig Johnston   |     |
| 8          | MED        | Jan Mølby        |     |
| 11         | MED        | John Wark        | 76' |
| 7          | DEL        | Kenny Dalglish   |     |
| 9          | DEL        | Ian Rush         |     |
| Entrenador | Entrenador | Joe Fagan        |     |

| 13 | DEF | Pedro Monzón | 74' |

| 12 | MED | Ronnie Whelan | 76' |

| Anotado | 6' | José Percudani | 1:0 |

| Amonestado |  | Néstor Clausen |

| Amonestado |  | Jan Mølby |

| Árbitro | Romualdo Arppi Filho |

| 1          | POR        | Carlos Goyén        |     |
| 4          | DEF        | Néstor Clausen      |     |
| 2          | DEF        | Hugo Villaverde     | 74' |
| 6          | DEF        | Enzo Trossero       |     |
| 3          | DEF        | Carlos Enrique      |     |
| 8          | MED        | Ricardo Giusti      |     |
| 5          | MED        | Claudio Marangoni   |     |
| 7          | MED        | Jorge Burruchaga    |     |
| 10         | MED        | Ricardo Bochini     |     |
| 9          | DEL        | José Percudani      |     |
| 11         | DEL        | Alejandro Barberón  |     |
| Entrenador | Entrenador | José Omar Pastoriza |     |

| 1          | POR        | Bruce Grobbelaar |     |
| 2          | DEF        | Phil Neal        |     |
| 15         | DEF        | Gary Gillespie   |     |
| 3          | DEF        | Alan Kennedy     |     |
| 6          | DEF        | Alan Hansen      |     |
| 5          | MED        | Steve Nicol      |     |
| 10         | MED        | Craig Johnston   |     |
| 8          | MED        | Jan Mølby        |     |
| 11         | MED        | John Wark        | 76' |
| 7          | DEL        | Kenny Dalglish   |     |
| 9          | DEL        | Ian Rush         |     |
| Entrenador | Entrenador | Joe Fagan        |     |

| 13 | DEF | Pedro Monzón | 74' |

| 12 | MED | Ronnie Whelan | 76' |

| Anotado | 6' | José Percudani | 1:0 |

| Amonestado |  | Néstor Clausen |

| Amonestado |  | Jan Mølby |

| Árbitro | Romualdo Arppi Filho |

|                       |
| Bandera de Argentina  |
| Campeón Independiente |
| 2.do título           |